# Caldas da Imperatriz

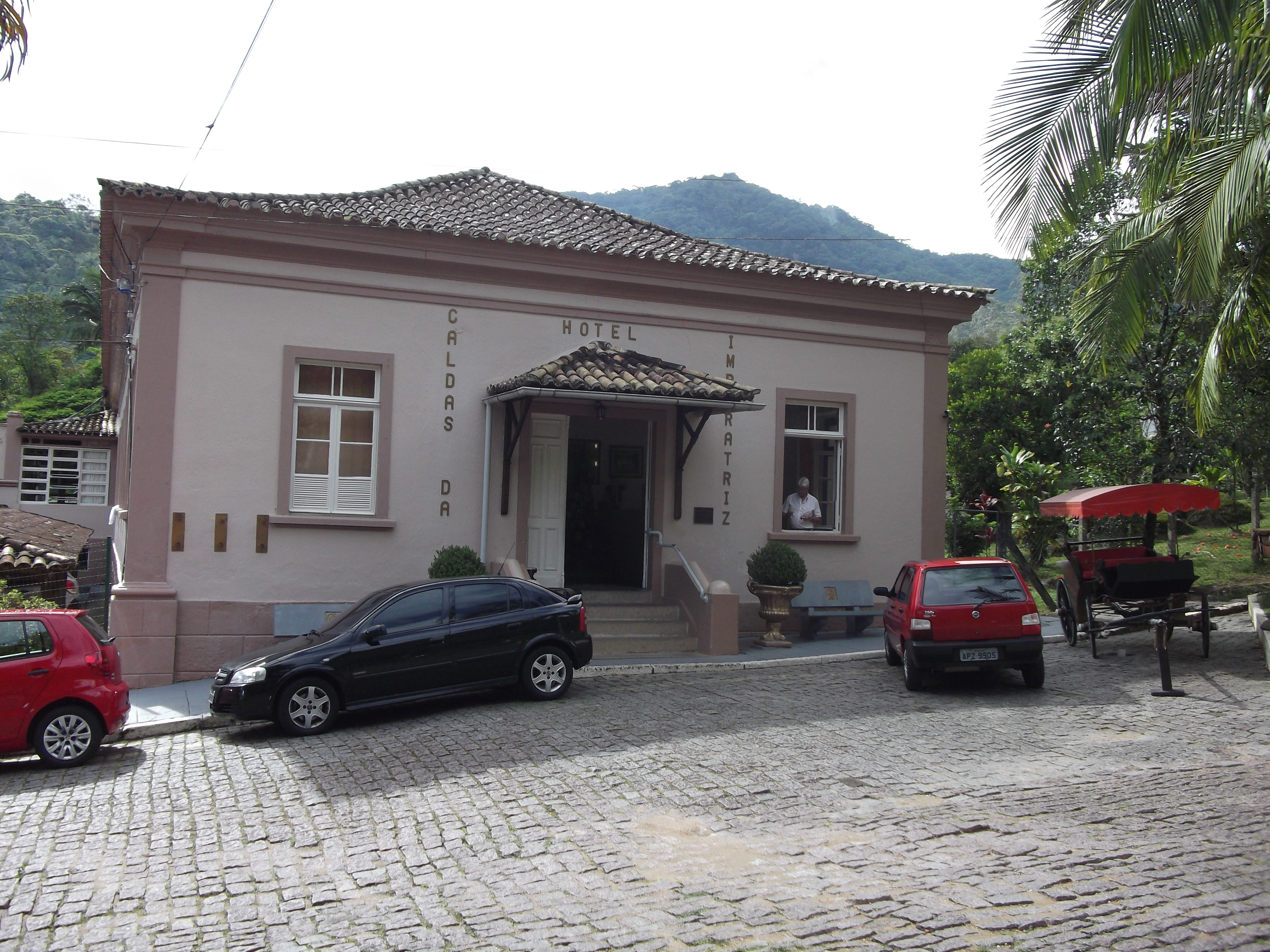
Hotel Caldas da Imperatriz

Caldas da Imperatriz é o nome como é conhecida a região da cidade catarinense de Santo Amaro da Imperatriz, no Brasil. Lá se encontram fontes de água mineral termal. Caldas como é conhecido, é o bairro mais velho de Santo Amaro da Imperatriz, sendo colonizado desde o inicio do Seculo XIX.

## Dados
As águas de Caldas.

### Geologia
- Classificação - Oligomineral radioativa na fonte.
- Rochas adjacentes e percoladas - Granitóides.
- Unidades Lito-estratigráficas - Unidades Proterozóicas/Cambro-Ordovicianas - Suíte Intrusiva Subida  - Suíte Intrusiva Pedras Grandes e Granito Pedras Grandes.
- Provincia hidrogeológica - Cristalina.
- Modo de ocorrência - Aqüifero Fraturado.

### Características
Fontes 1 e 2 / Hotel Caldas
- Temperatura - 39,5°C e 38,5°C.
- Classificação - Hipertermal.
- Vazão (l/s) - 2,833 (1) e 0,0502 (2).
- Radioatividade (mach) - 41,62.
- Principais elementos - Sulfato, cloreto, fluoreto, sódio, potássio, cálcio, magnésio e bicarbonato.
- Denominação - Água oligomineral - hipertermal - radioativa na fonte.

## Hospedagem
- «Hotel Caldas da Imperatriz»
- «Resort e SPA Plaza Caldas da Imperatriz»